# 繊維製品関連の業界団体の一覧
繊維製品関連の業界団体の一覧（せんいせいひんかんれんのぎょうかいだんたいのいちらん）を示す。
繊維製品製造業者の親睦などを目的とする団体、技術向上などを行う団体など、多岐にわたる。

## 業界団体一覧
- 日本繊維産業連盟
- 日本絹業協会
- 日本不織布協会
- 日本ジャガード刺繍工業組合
- 日本テントシート工業組合連合会
- 全日本きもの振興会
- 日本アパレル・ファッション産業協会
- 日本羽毛協会
- 日本紡績協会
- 日本麻紡績協会
- 日本製網工業組合
- 日本カーペット工業組合
- 日本ふとん製造協同組合
- 日本ふとん協会
- 全日本寝具寝装品協会
- 日本化学繊維協会
- 日本インテリアファブリックス協会
- インテリアファブリックス性能評価協議会
- 日本被服工業組合連合会
- 日本ふんどし協会
- 全国皮革服装協同組合
- 日本畜産副産物協会
- 日本タンナーズ協会
- 全日本爬虫類皮革産業協同組合
- 全日本革靴工業協同組合連合会
- 日本靴工業会
- 日本ケミカルシューズ工業組合
- 日本服装ベルト工業連合会
- 日本鞄協会
- 全国鞄工業組合連合会
- 日本グローブ工業会
- 日本手袋工業組合
- 日本靴下協会
- 日本靴下工業組合連合会
- 日本ゼラチン工業組合
- 足と靴と健康協議会
- 全国皮革振興会
- 日本皮革産業連合会
- 日本ハンドバッグ工業連合会
- 日本ハンドバッグ協会
- 日本ニット工業組合連合会
- 日本毛織物等工業組合連合会
- 日本羊毛産業協会
- 日本羊毛紡績会
- 日本タオル工業組合連合会
- 日本綿スフ織物工業組合連合会
- 全国おしぼり協同組合連合会
- 化学繊維振興会
- 日本絹人繊織物工業組合連合会
- 日本撚糸工業組合連合会
- 日本ボディファッション協会
- 日本アパレルソーイング工業組合連合会
- 日本染色協会
- 日本繊維染色連合会
- 日本毛整理協会
- 日本輸出縫製品工業組合